# گابریلا پسیون
گابریلا پسیون (ایتالیایی: Gabriella Pession؛ ‏ ۲ نوامبر ۱۹۷۷) بازیگر ایتالیایی-آمریکایی بود. وی از سال ۱۹۹۷ میلادی تاکنون مشغول فعالیت بوده‌است.
از فیلم‌ها یا مجموعه‌های تلویزیونی که وی در آن نقش داشته‌است، می‌توان به کاپری، ۱۳ گل رز، عیسی، فراری، پدر ماتئو، فردیناند و کارولینا، دروازه سرخ و مسیرهای عبور اشاره کرد.